# Altos de Chipión
Altos de Chipion è una località dell'Argentina nel dipartimento di San Justo, nella provincia di Córdoba.
La cittadina contava 1 512 abitanti nel 2001 , è ubicata a 30°56' latitudine sud e a 62°20' longitudine ovest.
L'origine del nome si attribuisce a un cacicco che aveva dominato la regione, di nome "Chipión". Per quanto riguarda la parola Altos, invece, si pensa si riferisca alla topografia del luogo.

## Storia
La fondazione della città risale agli albori dell'indipendenza argentina: intorno al 1815 viene costruito il primo forte (Fortín Chipión), utilizzato per la difesa della regione dagli indigeni.
Sebbene non esista alcun atto materiale di fondazione, si riconosce come fondatore l'ingegner Atanasio Iturbe.
Il paese venne raggiunto dalla linea ferroviaria il 21 novembre 1911.
La crescita del borgo è dovuta all'abbondante immigrazione, in particolare dal Piemonte e dalla Spagna.